# Chypre au Concours Eurovision de la chanson 2024
Chypre est l'un des trente-sept pays participants du Concours Eurovision de la chanson 2024, qui se déroule à Malmö en Suède. Le pays est représenté par la chanteuse Silia Kapsis, et sa chanson Liar, sélectionnées en interne par le diffuseur chypriote RIK. Le pays termine à la 15e place lors de la finale, recevant un total de 78 points.

## Sélection

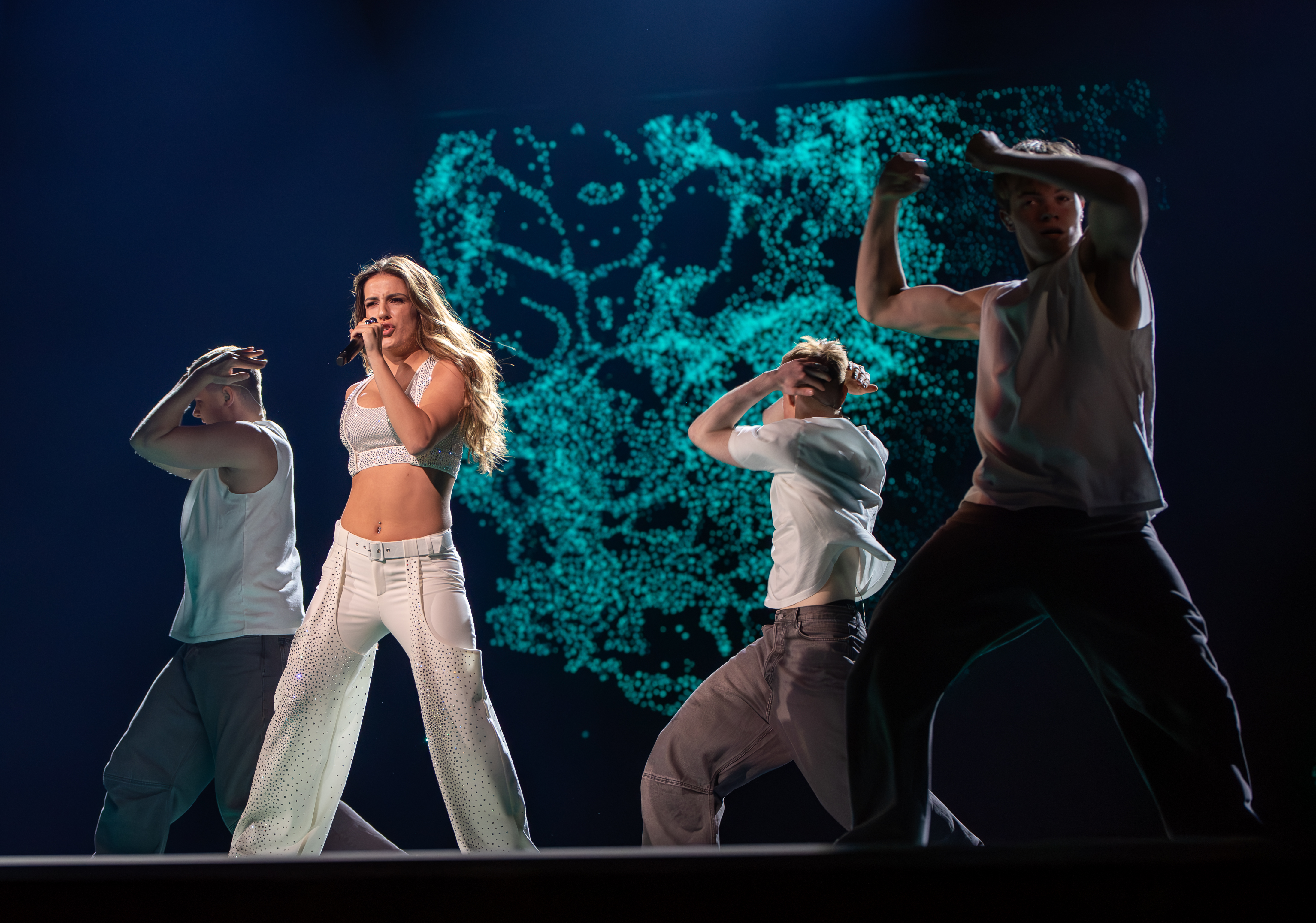
Silia Kapsis lors des répétitions pour la première demi-finale de l'Eurovision 2024.

### Plans initiaux
En mai 2022, le diffuseur chypriote RIK annonçait sa décision d'utiliser une sélection télévisée basée sur le format britannique de All Together Now pour sélectionner leur représentant à l'Eurovision 2023. Cependant, quelques mois, en juillet 2022 plus tard, les plans sont reportés d'un an, le diffuseur annonçant l'utilisation d'une sélection télévisée pour 2024.
L'idée d'utiliser une sélection télévisée est maintenue et confirmée de nouveau le 15 mai 2023. Deux jours plus tard, il est annoncé que Fame Story la version grecque du format Star Academy, serait utilisée par le diffuseur chypriote comme sélection,. L'émission, tournée et diffusée en Grèce par Star Channel, aurait également été diffusée par RIK,.

### Dispute avec ERT
La décision du diffuseur chypriote RIK d'utiliser une émission tournée en Grèce déclenche une dispute avec le diffuseur grec Ellinikí Radiofonía Tileórasi. Ce dernier, seul détenteur des droits aux événements Eurovision en Grèce, dépose une plainte auprès de l'UER sous le motif que diffuser la sélection chypriote en Grèce via un autre diffuseur constitue une infraction au règlement du Concours. ERT aurait menacé de se retirer de l'Union en cas non-action.

Au début du mois d'août 2023, des modifications au règlement sont apportées, précisant, : 

« L'organisation des sélections nationales de chaque membre de l'UER ne doit pas violer l'exclusivité des droits des diffuseurs participants d'autres pays. Chaque sélection nationale d'un représentant pour l'Eurovision doit être menée et organisée sous le contrôle exclusif de chaque diffuseur participant. L'organisation et la production ne peuvent être sous-traitées sans l'accord préalable de l'UER. Les sélections nationales doivent être organisées et diffusées nationalement dans le pays du diffuseur participant, sur sa chaîne membre de l'UER. »

 L'UER aurait également demandé au diffuseur chypriote de préciser ses intentions vis-à-vis de Fame Story. En réponse, RIK a annoncé qu'une sélection propre au pays serait diffusée en janvier 2024, à laquelle les artistes de Fame Story seraient invités à participer,. Une visioconférence est organisée par l'UER entre les diffuseurs grec et chypriote afin de résoudre le différend.
Le 19 août 2023, Star Channel confirme que Fame Story ne sera pas utilisé comme sélection chypriote. Quelques jours plus tard, le 25 août, RIK annonce qu'il procèdera à la sélection de son représentant en interne.

### Sélection interne
Le 25 septembre 2023, RIK annonce avoir sélectionné Silia Kapsis en tant que représentante du pays. Le 8 janvier 2024, la chanteuse annonce que sa chanson s'intitule Liar

## À l'Eurovision
Chypre participe à la première demi-finale du Concours, le mardi 7 mai. Le pays ouvre la compétition, se produisant à la première position de l'ordre de passage. Terminant 6e de la demi-finale avec 67 points, le pays se qualifie pour la finale du 11 mai. Lors de la celle-ci, le pays arrive à la15e place, avec 78 points collectés.